# Schutzfelsen Pentling

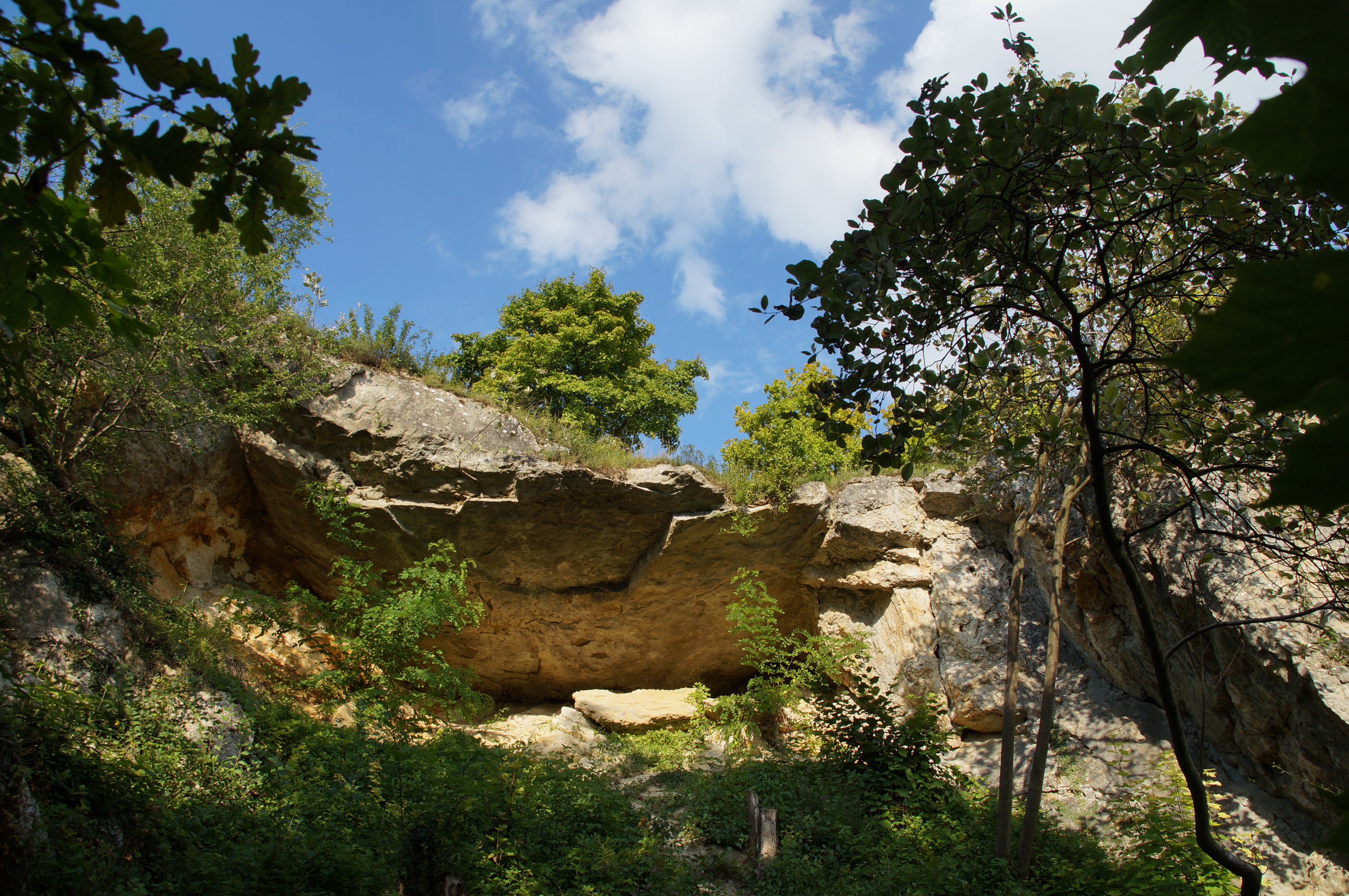
Schutzfelsen Pentling

Der Schutzfelsen Pentling ist eine Felswand bei Sinzing, im Oberpfälzer Landkreis Regensburg in Bayern.

## Lage
Die Felswand befindet sich auf dem Gemeindegebiet von Pentling, etwa 800 Meter östlich von Sinzing. Sie liegt oberhalb der Donau am südlichen Rand eines der ältesten Naturschutzgebiete Bayerns, des Max-Schultze-Steigs. Die Felswand ist auch Bestandteil des FFH-Gebietes Trockenhänge bei Regensburg.

## Beschreibung
Der Schutzfelsen ist die Typlokalität der sogenannten Schutzfels-Formation. Diese Schichtenfolge aus tonig-sandigem Material wurde in der Unterkreidezeit in einer Karsthohlform in massigen, oberjurassischen Kalksteinen abgelagert. Da diese unterkreidezeitlichen Ablagerungen wenig erosionsbeständig sind, hat sich in ihnen eine Halbhöhle, die Schutzfelshöhle ausgebildet. Das überhängende Dach dieser Halbhöhle bildet der oberkreidezeitliche Grünsandstein der Regensburg-Formation, an dessen Basis ein Transgressionskonglomerat ausgebildet ist.
Südlich von Regensburg hat sich die Donau in die Jura- und Kreidegesteine eingeschnitten. Im unteren Bereich des Donau-Uferhanges bilden verkarstete Massenkalke des Oberen Jura häufig steile Felsklippen. Darüber liegt Regensburger Grünsandstein.

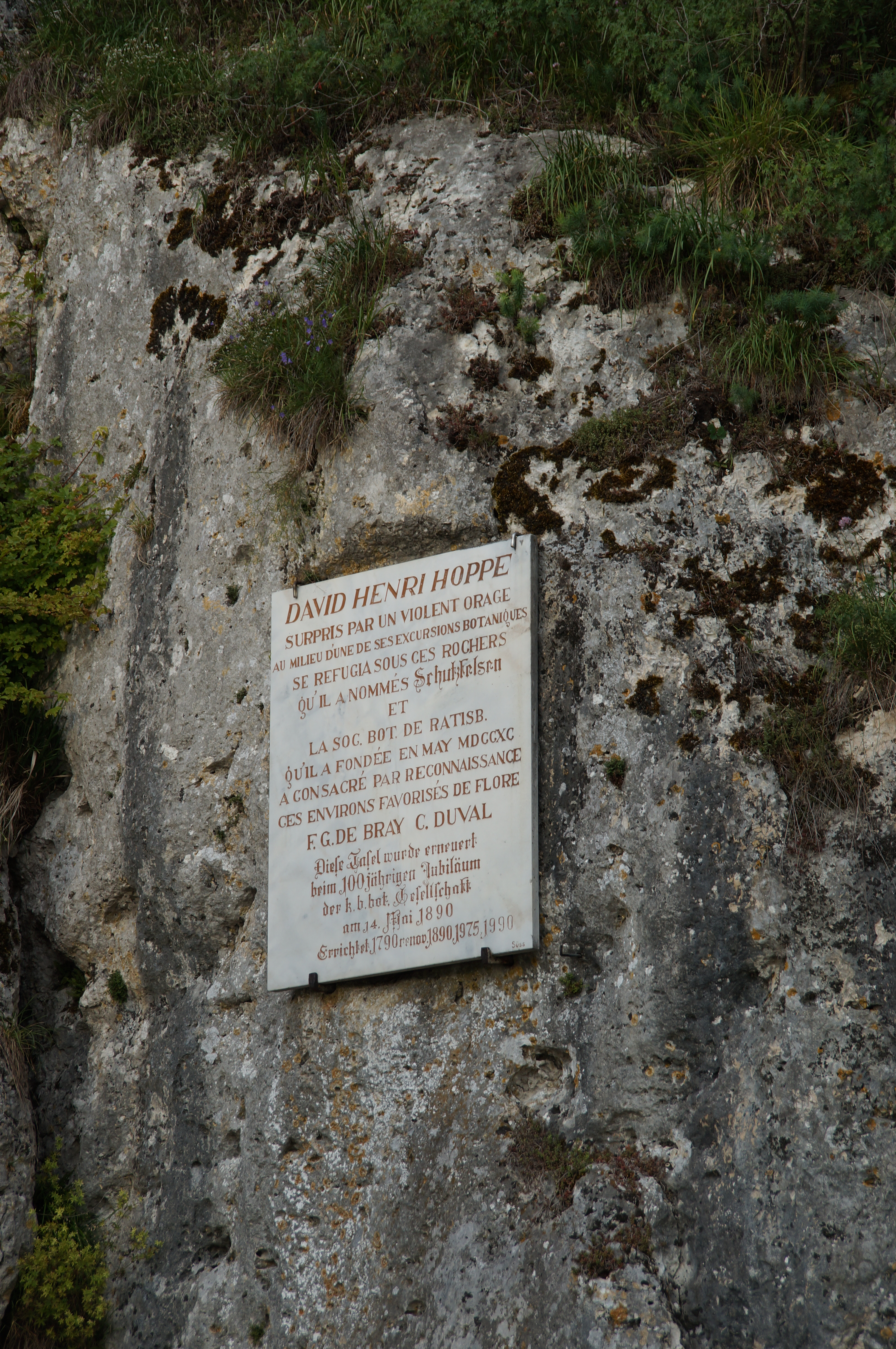
Gedenktafel am Hoppefelsen Pentling

Der Schutzfelsen bei Pentling war namengebend für eine bis dahin unbekannte Gesteinsabfolge, die Schutzfels-Formation. Die Bezeichnung Schutzfelsen geht auf den Botaniker David Heinrich Hoppe zurück. Während eines Unwetters suchte er unter dem Felsdach Schutz. Später gründete er am 14. Mai 1790 mit Naturfreunden die älteste noch bestehende botanische Vereinigung der Welt, die Regensburgische Botanische Gesellschaft. Zum Andenken an ihn wird der Schutzfelsen auch „Hoppefelsen“ bezeichnet.
Zu Ehren von David Heinrich Hoppe wurde 1790 am Felsen eine Gedenktafel angebracht. Sie wurde 1890 erneuert und ist vom Bayerischen Landesamt für Denkmalpflege als Baudenkmal (D-3-75-180-22) ausgewiesen.

### Schutzfels-Formation
Die Schutzfels-Formation wird auch Schutzfelsensandstein, Schutzfelsschichten, Amberger Schichten oder Amberger Erzformation genannt.
Im Jahr 1854 beschrieb der bayerische Geologe Carl Wilhelm Gümbel erstmals die zwischen Jurakalken und Regensburger Gründsandstein liegenden Gesteine am Schutzfelsen und benannte sie nach ihm als Schutzfelsschichten. Damit wurde der Schutzfelsen zur Typlokalität. 1935 revidierte Ferdinand Trusheim die Veröffentlichung.
Sande und bunte Tone der so genannten Schutzfelsschichten sind die ältesten kreidezeitlichen Sedimente in diesem Gebiet. Im Allgemeinen sind es unverfestigte, klastische Sedimente (Tone, Silte, Sande, Kiese), die partiell verfestigt sein können. Das Bindemittel ist entweder kaolinitisch (dann gleicht das Sediment einer kaolinisierten Arkose) oder kieselig (so dass quarzitische Sandsteine vorliegen). Der Quarzanteil liegt bei 90–95 %, Feldspate und Karbonat fehlen überwiegend. Die Sedimente sind gewöhnlich rein weiß, gelblich oder grünlich. Reichlich organische Substanz kann sie auch schwarz färben. Besonders auffällig ist jedoch leuchtendes Rot, Violett bis Blau. Die Gerölle können einen Durchmesser von 4 bis 5 cm erreichen, schwarze Lydite können häufig sein. Markasit-Knollen mit schalig-konzentrischem Aufbau und Verkieselungen treten gelegentlich auf.
Die Schutzfels-Formation ist in Bayern (Oberpfalz, Niederbayern, Oberbayern, Schwaben, Mittelfranken, Oberfranken) verbreitet. Als Erosionsrelikt in Karstschlotten ist die Schutzfels-Formation heute überwiegend mit der Verbreitung der Malm-Kalke assoziiert. Das südlichste Vorkommen liegt bei Abensberg 30 km südlich von Regensburg. Im Norden reicht die Schutzfels-Formation bis weit über Auerbach hinaus. Bei Flinsbach (Landkreis Passau) soll das östlichste Auftreten sein. Zwischen Neuburg an der Donau und Solnhofen bildete die Schutzfels-Formation vor Einbruch der Karstschlotten flächendeckend das Liegende der Wellheim-Formation.
Die Formationen entstanden während der Unterkreide, als die lange Zeit der Verkarstung durch eine Phase unterbrochen wurde, in der Flüsse verstärkt Sande und Tone aus dem ostbayerischen Grundgebirge herantrugen und ablagerten. Bereits noch vor dem Meeresvorstoß der Oberkreide wurden diese Schichten jedoch wieder fast vollständig abgetragen. Nur in damaligen Höhlen, Dolinen und Karstsenken blieben Reste erhalten.
Das genaue Alter der Schutzfelsschichten konnte bisher nicht bestimmt werden. Sie enthalten kaum Fossilien, die eine exakte zeitliche Zuordnung erlauben würden.

### Schutzfelshöhle
In der Felswand am Schutzfelsen befindet sich die Schutzfelsenhöhle als eine etwa dreizehn Meter breite, bis fünf Meter tiefe und etwa vier Meter hohe Halbhöhle. Das Dach des Felsüberhanges besteht aus Regensburger Grünsandstein, darunter liegen in einer ehemaligen Karstsenke im Massenkalk die kreidezeitlichen Schutzfelsschichten. Sie wird im Höhlenkataster Fränkische Alb als „I 77“ geführt.

### Die Zeit der Kreide
Während der Zeit des Oberen Jura lagen weite Teile Süddeutschlands im Bereich eines tropischen Flachmeeres, an das sich im Süden ein offener Ozean anschloss. In diesem Flachmeer entstanden die mächtigen Kalk- und Dolomitgesteine, die heute die Frankenalb bilden. Am Ende des Jura wich das Meer weit nach Süden zurück und aus dem Flachmeerbereich wurde Festland. Während der folgenden 40 Millionen Jahre in der Unterkreide herrschten tropische Verwitterung und Abtragung vor. Die Kalke und Dolomite der heutigen Albtafel verkarsteten dabei tiefgründig. Es entstand eine Landschaft, wie man sie aus heutigen tropischen Karstgebieten kennt. Zur Zeit der Oberkreide vor etwa 95 Millionen Jahren überflutete das Meer von Süden her erneut das Festland. Dadurch wurden im Bereich der Regensburger Bucht zunächst fossilreiche Sandsteine (Regensburger Grünsandstein) abgelagert. Darüber folgen Sandsteine, Mergel und Kalke der Oberkreide.

## Geotop
Der Felswand ist vom Bayerischen Landesamt für Umwelt (LfU) als geowissenschaftlich besonders wertvolles Geotop (Geotop-Nummer: 375R032) ausgewiesen. Es wurde auch vom LfU mit dem offiziellen Gütesiegel Bayerns schönste Geotope ausgezeichnet.